# مونيكا بوش
مونيكا بوش (بالإسبانية: Mónica Bosch)‏ هي متزحلقة إسبانية، ولدت في 9 سبتمبر 1972 في ساباديل في إسبانيا.

## وصلات خارجية
- مونيكا بوش على موقع الاتحاد الدولي للتزلج (التزلج على المنحدرات الثلجية) (الإنجليزية)
- مونيكا بوش على موقع أوليمبيديا (الإنجليزية)